# Gransotdyna
Gransotdyna (Camarops tubulina) är en svampart som först beskrevs av Alb. & Schwein., och fick sitt nu gällande namn av Cornelius Lott Shear 1938. Gransotdyna ingår i släktet Camarops och familjen Boliniaceae.  Arten är reproducerande i Sverige. Inga underarter finns listade i Catalogue of Life.
I den svenska databasen Dyntaxa används istället namnet Endoxyla operculata för samma taxon.  Arten är reproducerande i Sverige.